# Annette van Trigt
Annette van Trigt (Haarlem, 20 december 1956) is een Nederlandse radio- en televisiepresentatrice.

## Biografie
Voordat Van Trigt begon aan haar omroeploopbaan, studeerde ze af aan de Pedagogische Academie in Bennebroek. Ze begon met radiomaken in april 1979 voor het publieke Veronica bij de vrijdaguitzendingen op Hilversum 3. Op 4 april 1979 begon ze meteen met haar eerste eigen radioprogramma Kletskop op Hilversum 1 en vanaf 4 december 1985 op Radio 2, destijds door circa twee miljoen mensen beluisterd op de woensdagmorgen. In het programma interviewde ze Bekende Nederlanders. Voor Veronica presenteerde ze de meest uiteenlopende uitzendingen: Countdown Café (samen met Lex Harding en later met Alfred Lagarde) en vanaf oktober 1982 's nachts De Stemband op Hilversum 1 en vanaf 6 december 1985 op Radio 2 (met Kees Schilperoort). Voor televisie interviewde ze menige ster en band voor het popprogramma Countdown.
In september 1988 stapte Van Trigt over naar de VARA. Drie jaar lang maakte ze vanaf 10 september 1988 t/m 15 juni 1991 op de zaterdagmorgen tussen 11:00 en 12:00 uur op Radio 2 het programma Bal op 't dak, met gasten uit sport en media. Bij de VARA begon Van Trigt ook met televisie maken; ze werkte mee aan TV Magazine.
In 1989 ging Van Trigt ook voor de NOS werken bij Studio Sport, als presentatrice en verslaggeefster. Ze presenteerde menig sportevenement, zoals de Olympische Spelen en EK's en WK's voetbal. Ze was onder meer te zien in het Sportjournaal met de Champions League en op de zaterdagavond met het Eredivisie-voetbal. Vanaf juli 1991 stapte Van Trigt volledig over naar de NOS.

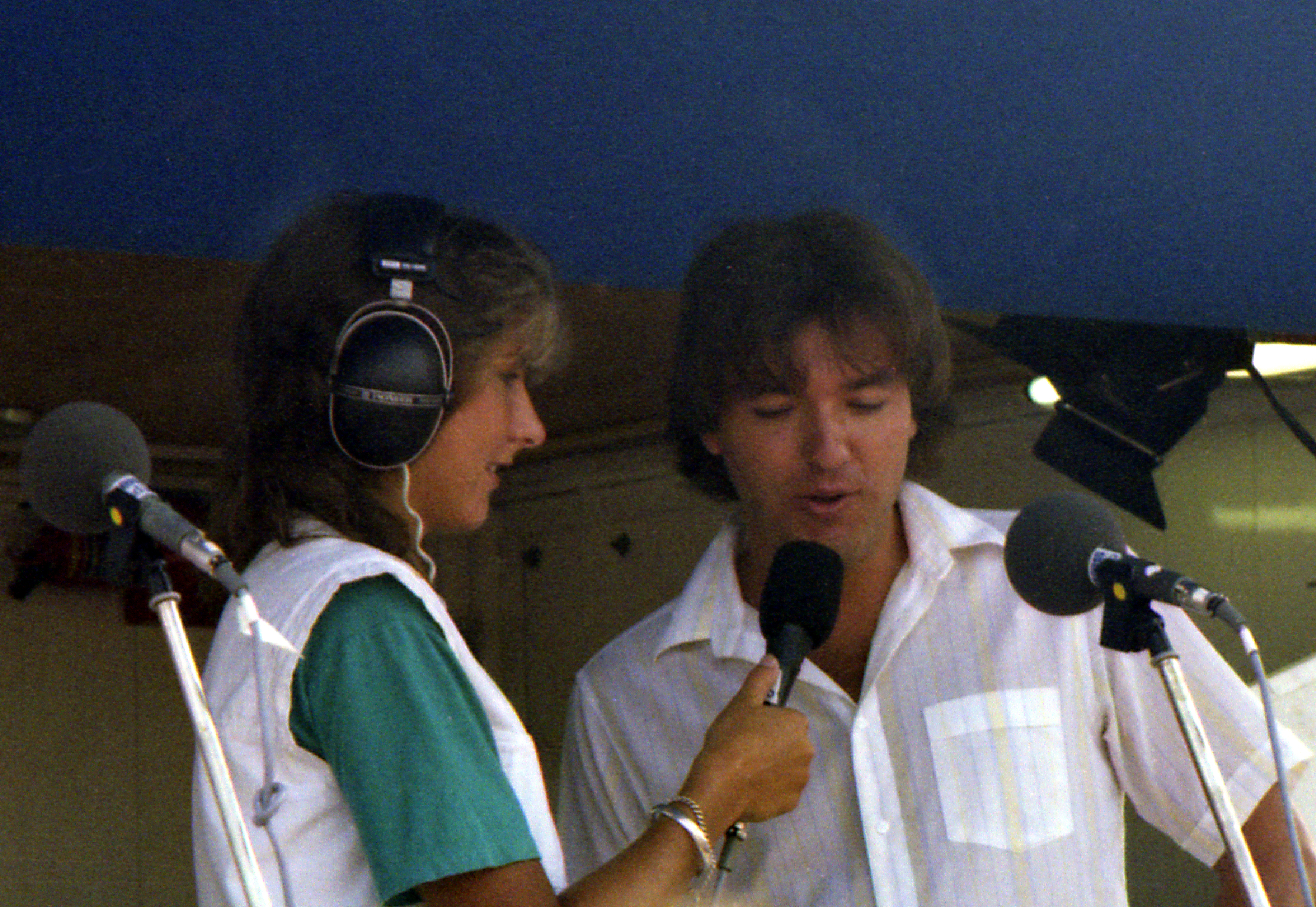
Annette van Trigt tijdens een interview (1983)

Voor de radiorubriek Met het oog op morgen was ze zes jaar een van de vaste presentatoren. Bij de NOS maakte ze menig uitstapje: in 1995 en 2000 presenteerde ze Sail Amsterdam. Ze deed op 11 augustus 1999 vanuit Frankrijk rechtstreeks verslag van de zonsverduistering en versloeg de verkiezingsavond van de Provinciale Staten.
Van 2002 tot 2004 was Van Trigt nieuwslezer van het NOS Journaal van 18:00 uur. Daarna ging ze verder met haar eigen bedrijf als zelfstandig journaliste en dagvoorzitter op congressen, maar in februari 2010 keerde Van Trigt terug op de radio. Ze presenteerde elke werkdag het ochtendprogramma Van Trigt tot Negen bij de KRO. Het ochtendprogramma van Radio 4 bevatte naast klassieke muziek ook nieuwsonderdelen. Haar terugkeer op de radio was echter van korte duur. Op 1 juni 2010 maakte de KRO bekend dat Van Trigt stopte als radiopresentatrice.
In 2012 maakte ze voor Omroep MAX twee televisieprogramma's. In MAX Mee op Campagne volgde ze een aantal lijsttrekkers in aanloop naar de Tweede Kamerverkiezingen. Daarnaast was ze maker van Politie te Paard, een serie van acht afleveringen over de bereden politie van het korps Amsterdam-Amstelland. In 2017 werd Van Trigt door het organiserend comité aangesteld als hoofd woordvoering van het Europees kampioenschap voetbal vrouwen 2017. In de zomer van 2018 presenteerde ze enkele uitzendingen van NOS Langs de Lijn en Langs de Lijn En Omstreken op NPO Radio 1. Dit is ze daarna op onregelmatige basis blijven doen. Sinds het vertrek van haar man Maarten Nooter als hoofdredacteur bij NOS Sport, begin 2023, is Van Trigt niet meer op de radio te horen geweest.

## Persoonlijk
Van Trigt is getrouwd met Maarten Nooter, voormalig hoofdredacteur van NOS Sport en heeft twee kinderen.

## Trivia
- In 2008 was Van Trigt een van de deelnemers van Wie is de Mol? Ze moest als tweede naar huis.
- In seizoen 2021/2022 nam Van Trigt deel aan de KRO-NCRV-quiz De Slimste Mens. Ze viel af na één aflevering.